# Biscutella incana
Biscutella incana är en korsblommig växtart som beskrevs av Michele Tenore. Biscutella incana ingår i släktet Biscutella och familjen korsblommiga växter. Inga underarter finns listade i Catalogue of Life.